# Oude Stad (Lviv)
De Oude Stad van Lviv (Oekraïens: Старе Місто Львова, Pools: Stare Miasto we Lwowie) is het historische centrum van de Oekraïense stad Lviv. Sinds 1998 staat het op de Werelderfgoedlijst van de UNESCO. De vele bevolkingsgroepen die er gewoond of geheerst hebben, hebben allemaal hun sporen nagelaten in het stadsbeeld. In het centrum staan monumenten in allerlei stijlen: gotiek, barok, classicisme, jugendstil en neostijlen.

## Bezienswaardigheden
- Marktplein
- Ontslapeniskerk
- Armeense Kathedraal
- Maria Hemelvaartkathedraal
- Bernardijnenkerk
- Sint-Pieter-en-Paulus Garnizoenskerk
- Dominicanenkerk